# الخبانية (الرضمة)

تعديل مصدري - تعديل

الخبانية هي إحدى قرى عزلة حارث الحيدرى بمديرية الرضمة التابعة لمحافظة إب، بلغ تعداد سكانها 839 نسمة حسب تعداد اليمن لعام 2004.